# تيرينس جود
تيرينس جود (بالإنجليزية: Terence Judd)‏ هو عازف بيانو بريطاني، ولد في 3 أكتوبر 1957 في لندن في المملكة المتحدة، وتوفي في 23 ديسمبر 1979 في شرق ساسكس في المملكة المتحدة بسبب سقوط.